# Cambria (Wisconsin)
Cambria és una població dels Estats Units a l'estat de Wisconsin. Segons el cens del 2000 tenia 792 habitants.

## Demografia
Segons el cens del 2000, Cambria tenia 792 habitants, 307 habitatges, i 195 famílies. La densitat de població era de 291,2 habitants per km².
Dels 307 habitatges en un 35,5% hi vivien nens de menys de 18 anys, en un 52,1% hi vivien parelles casades, en un 8,8% dones solteres, i en un 36,2% no eren unitats familiars. En el 33,2% dels habitatges hi vivien persones soles el 18,2% de les quals corresponia a persones de 65 anys o més que vivien soles. El nombre mitjà de persones vivint en cada habitatge era de 2,58 i el nombre mitjà de persones que vivien en cada família era de 3,3.
Per edats la població es repartia de la següent manera: un 30,1% tenia menys de 18 anys, un 8% entre 18 i 24, un 27,9% entre 25 i 44, un 19,4% de 45 a 60 i un 14,6% 65 anys o més.
L'edat mediana era de 35 anys. Per cada 100 dones de 18 o més anys hi havia 92,4 homes.
La renda mediana per habitatge era de 38.750 $ i la renda mediana per família de 49.750 $. Els homes tenien una renda mediana de 35.313 $ mentre que les dones 22.109 $. La renda per capita de la població era de 17.070 $. Aproximadament el 4,2% de les famílies i el 6,6% de la població estaven per davall del llindar de pobresa.

## Poblacions més properes
El següent diagrama mostra les poblacions més properes.